# 道の駅砺波
道の駅砺波（みちのえき となみ）は、富山県砺波市宮沢町にある国道156号の道の駅である。砺波チューリップ公園に隣接している。愛称はとなみ野の郷（となみののさと）。

## 概要
1993年（平成5年）にとなみチューリップフェアの運営を砺波市から移管された第三セクター「フラワーランドとなみ」（1991年（平成3年）7月13日設立）が主体となり、1992年（平成4年）12月に物産館を砺波市文化会館西側に整備したのが端緒となっている。物産館の業務内容が道の駅と同じ趣旨であることから、建設省（現・国土交通省）への登録申請を経て1993年（平成5年）4月22日に道の駅として登録され、同年8月10日に「道の駅フラワーランドとなみ」として開業した。
2011年（平成23年）4月11日に、となみ野農業協同組合（JAとなみ野）が運営していたガソリンスタンド（JA-SS）跡地に「となみ野の郷」（農産物直売所）と「道のレストラン砺波そだち」が開業。現在、JAとなみ野と砺波市観光協会が道の駅を共同運営している。なお、前述の「フラワーランドとなみ」は2011年に解散している。
砺波地方の特産品、特にチューリップ関連の商品（球根、花束、鉢植など）を多くそろえている。

## 施設

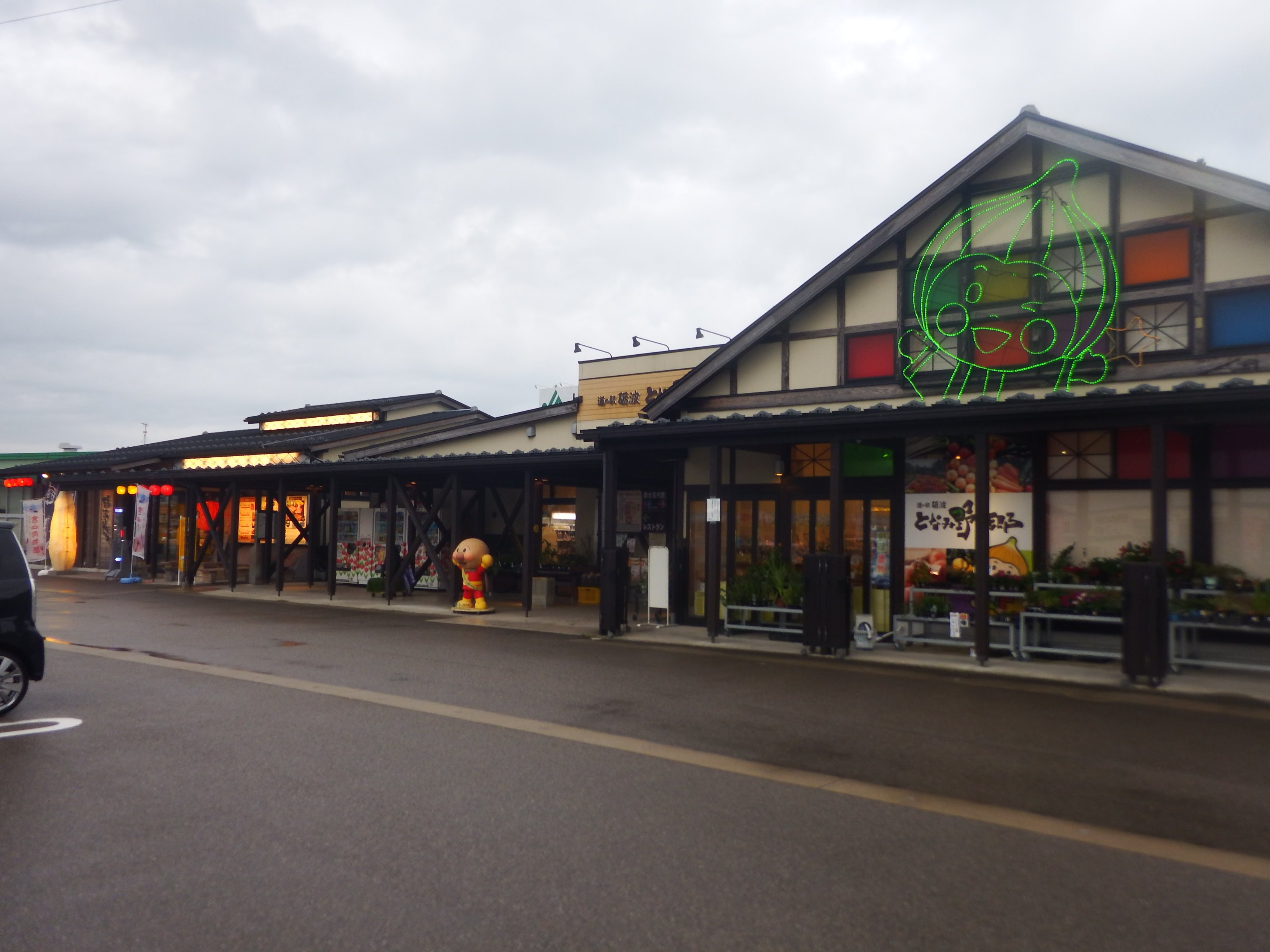
特産館・直売所「となみ野の郷」

- 駐車場
  - 普通車：73台[3]
  - 大型車：4台[3]
  - 身障者用：4台[3]
- トイレ（いずれも24時間利用可能）
  - 男：大 2器、小 5器
  - 女：5器
  - 身障者用：2器
- となみ野の郷[11]（特産館・直売所、9:00 - 18:00）[3]
- となみそだち[5]（レストラン、11:00 - 18:00）[3]
- ステーキハウス プロムナードもみじ（11:00 - 14:00・17:30 - 21:00）[3] - 夜間は別途予約が必要。
- チューリップ四季彩館ミュージアムショップ（9:00 - 18:00）
- 観光案内所（9:00 - 18:00）

### 管理・運営
- 株式会社フラワーランドとなみ（開業時から2010年度まで）[12]
- となみ野農業協同組合・砺波市観光協会[6]（2011年度以降）

## 休館日
- 年末年始[3]
  - ステーキハウス プロムナードもみじ：毎週月曜日・火曜日[3]
  - となみそだち：毎月第3水曜日[3]
  - チューリップ四季彩館ミュージアムショップ：不定休

## 交通アクセス
- 国道156号 - 登録路線

## 周辺
- 砺波チューリップ公園
  - チューリップ四季彩館
  - 砺波郷土資料館
  - エレガガーデン
  - 砺波市美術館
- となみ野農業協同組合本店
- 富山県立砺波高等学校
- 富山県警察砺波警察署
- 西日本旅客鉄道（JR西日本）城端線 砺波駅